# Phelsuma kely
Espèce
Statut de conservation UICN

 DD  : Données insuffisantes
Statut CITES
Phelsuma kely est une espèce de geckos de la famille des Gekkonidae.

## Répartition
Cette espèce est endémique de Madagascar. Elle se rencontre autour du lac Ampitabe au centre de la côte Est.

## Habitat
Ce gecko habite dans une région à forte hygrométrie, entre 80 et 90 % d'humidité. Durant l'été (de l'hémisphère sud) la température varie entre environ 27 et 23 °C, respectivement le jour et la nuit.

## Description
C'est un gecko diurne et arboricole de petite taille, l'un des plus petits du genre Phelsuma. Il est de couleur blanc-gris avec deux bandes noires latérales de la tête à la queue. Il peut devenir plus sombre selon les conditions externes et son humeur.

## Alimentation
Ce sont des insectivores qui consomment très probablement également des nectars de fruits, comme quasiment tous les membres de ce genre.

## Reproduction
Les femelles pondent leurs œufs par deux. Ceux-ci mesurent environ 6 à 7 millimètres de diamètre. Ceux-ci incubent durant deux mois environ aux températures moyennes de l'été. Les petits mesurent un peu moins de trois centimètres à la naissance.

## Étymologie
Son nom d'espèce, du malgache kely, « petit », lui a été donné en référence à sa taille.

## Publication originale
- Schönecker, Bach & Glaw, 2004 : Eine neue Taggecko-Art der Gattung Phelsuma aus Ost-Madagaskar (Reptilia: Squamata: Gekkonidae). Salamandra, vol. 40, no 2, p. 105-112 (texte intégral).